# Die Selbstgerechten
Die Selbstgerechten. Mein Gegenprogramm – für Gemeinsinn und Zusammenhalt ist ein Buch von Sahra Wagenknecht, das am 14. April 2021 im Campus-Verlag erschien.

## Inhalt

### Teil I: Die gespaltene Gesellschaft und ihre Freunde
Wagenknecht grenzt die traditionellen Linken, zu denen sie heute zum Beispiel Jeremy Corbyn und Jean-Luc Mélenchon zählt und die vor allem von der Arbeiterschicht unterstützt worden sei, von den Lifestyle-Linken ab, die das öffentliche Bild der gesellschaftlichen Linken heute dominieren und die vor allem bei der akademischen Mittelschicht Anklang finden würden. Die Lifestyle-Linken würden zwar für Diversität, Antirassismus, eine lockere Einwanderungspolitik und gegen den Klimawandel eintreten, sich aber im Gegenzug kaum mehr für Klassenpolitik interessieren. Ihre Ziele würden sie auch nicht mehr durch Umverteilung von Vermögen erreichen wollen, sondern durch „Fragen des Lebensstils, der Konsumgewohnheiten und der moralischen Haltungsnoten“. Das entscheidende Merkmal der Lifestyle-Linken sei es hierbei, dass sie ihre Privilegien für Tugenden hielten, und verächtlich auf diejenigen blicken würden, die aufgrund ihrer sozialen Herkunft Fragen der Migration oder sozial ungerechte Maßnahmen gegen den Klimawandel anders erleben als Besserverdienende, oder die nach anderen kulturellen, vermeintlich reaktionären Werten als sie leben. Die Lifestyle-Linken seien hierbei äußerst intolerant und würden abweichende Meinungen durch Cancel Culture stummschalten, wodurch sie die Spaltung der Gesellschaft genauso befeuern würden wie die politisch Rechten. Wagenknecht kommt daher zu dem Schluss, dass der Linksliberalismus, den sich die Lifestyle-Linken zuschreiben, weder links noch liberal sei.
Wagenknecht beschreibt zunächst die nivellierte Mittelstandsgesellschaft nach dem Zweiten Weltkrieg, in der die Auffassung verbreitet war, dass jeder die Chance auf sozialen Aufstieg und Wohlstand habe. Diese Erzählung sei zwar genau genommen ein „Mythos“ gewesen, doch die Gesellschaft in den Nachkriegsjahren sei deutlich näher an diesem Ideal gewesen als heute und habe dies durch staatliche Regulierungen, starke Gewerkschaften, gesellschaftlichen Zusammenhalt und gemeinsame Verantwortung füreinander erreicht. Dies habe sich jedoch mit den neoliberalen Reformen und den politischen Weichenstellungen zur Globalisierung seit den 1970ern geändert, in denen die Finanzmärkte entfesselt, Industriearbeitsplätze in Billiglohnländer verlagert und der Arbeitsmarkt dereguliert wurden. Für viele Arbeiter habe dies zu sozialem Abstieg hin zu einfachen Dienstleistungsberufen mit schlechterem Einkommen geführt (Wandel von der Industrie- zur Dienstleistungsgesellschaft). Gleichzeitig habe sich eine Wissensgesellschaft gebildet, von der gut ausgebildete Akademiker profitieren würden. Die soziale Mobilität habe sich dadurch aber deutlich verschlechtert, da neben der schulischen und universitären Bildung auch z. B. der Habitus und gute Sprachkenntnisse durch Auslandssemester eine Rolle spielen würden. Menschen mit geringer sozialer Herkunft seien hier abgehängt. Existentielle Nöte hätten die meisten Akademiker aus der Mittelschicht von daher nie am eigenen Leib erfahren, und durch die steigenden Mieten in Großstädten würden sie mit Menschen aus anderen sozialen Schichten kaum mehr in Kontakt kommen. Dadurch hätten Lifestyle-Linke kein Gespür und keine Empathie für die Nöte der tatsächlich weniger Privilegierten.
Der heutige Linksliberalismus, der vor allem von diesen gut ausgebildeten Akademikern vertreten werde, sei wiederum eng mit dem Neoliberalismus verbunden, was Nancy Fraser den „progressiven Neoliberalismus“ nannte. So seien zum Beispiel die sozialen Verwüstungen, die durch den Freihandel und das „globale Renditestreben“ entstanden sind, mit dem linksliberalen Argument der Weltoffenheit gerechtfertigt worden, wohingegen staatliche Maßnahmen zum Schutz der heimischen Arbeitsplätze und sozialen Sicherungen als vermeintlich nationalistisch und wohlstandschauvinistisch abgewertet worden seien. Der Linksliberalismus habe die wirtschaftsliberalen Ideen neu verpackt: „So wurde aus Egoismus Selbstverwirklichung, aus Flexibilisierung Chancenvielfalt, aus zerstörten Sicherheiten Abschied von Normalität und Konformität, aus Globalisierung Weltoffenheit und aus Verantwortungslosigkeit gegenüber den Menschen im eigenen Land Weltbürgertum.“
Wagenknecht kritisiert ferner die heutige Identitätspolitik und den Multikulturalismus, bei dem sich jeweils einzelne Gruppen auf der Basis ihres Geschlechtes, ihrer Herkunft oder Religion von der Mehrheitsgesellschaft abgrenzen würden. Dadurch werde der gesellschaftliche Zusammenhalt geschwächt, welcher jedoch elementar sei, um sich etwa gemeinsam gewerkschaftlich für bessere Arbeitsbedingungen zu engagieren. Die Strategie, die Belegschaft z. B. aufgrund ihrer Religion zu spalten, habe bereits die britische Regierung in den 1970ern genutzt, um Streikwellen zu brechen.
Schließlich kritisiert Wagenknecht die Haltung der Linksliberalen zu Einwanderung und offenen Grenzen. Diese würden ausschließlich als positiv dargestellt und wer sich kritisch dazu äußere, werde als vermeintlicher Rassist oder als ausländerfeindlich abgewertet. Wagenknecht verweist hingegen auf die negativen Seiten dieser Entwicklung: Durch Migration komme es in den Herkunftsländern zu Brain-Drain und in den Industriestaaten zu Lohndumping im schlecht bezahlten Bereich des Arbeitsmarktes. Den Befürwortern einer uneingeschränkten Aufnahme von Asylbewerbern entgegnet Wagenknecht, dass den Menschen besser in ihrer Heimatregion geholfen werden sollte. Die Flucht könnten sich ohnehin nur die jeweils Besserverdienern leisten, wohingegen die Unterschicht in den jeweiligen Ländern keine Möglichkeit dazu habe und bei ausbleibender Hilfe im Stich gelassen werde.
Diese Entwicklungen und die Veränderung dessen, was heute als links gilt, hätten dazu geführt, dass sich immer mehr Menschen von den linken und sozialdemokratischen Parteien abwendeten und rechte Parteien wählten, insbesondere Menschen aus der ehemaligen Arbeiterschicht, einfachen Dienstleistungsberufen oder Arbeitslose, aber auch Besserverdiener mit sogenannten Bullshit Jobs. Dabei seien die Menschen aber nicht nach rechts gerückt, sondern würden rechte Parteien häufig aus Protest wählen. Tatsächlich würden Umfragen zeigen, dass die meisten Menschen sozioökonomisch links und kulturell liberaler seien als noch vor einigen Jahren.

### Teil II: Ein Programm für Gemeinsamkeit, Zusammenhalt und Wohlstand
Wagenknecht plädiert für das Festhalten an einem starken Nationalstaat und für die Anerkennung gemeinsamer kultureller Werte und Traditionen. Diese seien elementar für den gesellschaftlichen Zusammenhalt, die Überwindung egoistischer Denkmuster und für die Akzeptanz eines starken Sozialstaates. Außerdem entspreche dies dem Bedürfnis der Menschen nach „Anerkennung, Zugehörigkeit und Gemeinsamkeit“. Ein solches Programm könne man als linkskonservativ bezeichnen. Erfolgreiche sozialdemokratische Parteien hätten historisch genau das gemacht. Ein starker Sozialstaat müsse der gesamten Gesellschaft zugutekommen und mehr bieten als eine bloße Mindestsicherung, sondern auch den Lebensstandard absichern. Sie befürwortet eine Leistungsgesellschaft, in der auch weniger Privilegierte durch Anstrengung den Aufstieg schaffen können. Dazu seien aber deutlich mehr Investitionen in Bildung nötig, um für alle die gleichen Voraussetzungen zu schaffen.
Einer stärkeren europäischen Integration steht sie skeptisch gegenüber, da sich die meisten Menschen noch nicht als Europäer sehen würden und sich dadurch kaum übergreifende demokratische Strukturen herausbilden könnten. Die Europäische Union sei daher noch sehr viel anfälliger für Lobbyismus als Nationalstaaten. Die meisten Entscheidungen, die bisher auf europäischer Ebene getroffen wurden, seien zulasten der Unterschicht und unteren Mittelschicht gegangen. Vorschläge etwa einer europäischen Arbeitslosenversicherung lehnt sie ab, da dadurch nur ein Minimalkonsens erreicht werden könne mit einem Absicherungsniveau unterhalb des Niveaus vieler Nationalstaaten wie Deutschland.
Wagenknecht beklagt, dass die Demokratie heute weniger lebendig sei als noch vor einigen Jahrzehnten. Dies liege zum einen an den zahlreichen politischen Entscheidungen, die nicht im Interesse der Mehrheit gewesen seien, insbesondere durch die rot-grüne Bundesregierung in den 2000er Jahren, und zum anderen an der zunehmenden Konzentration von Macht und Vermögen. Sie schlägt Volksentscheide und die Schaffung einer zweiten Kammer vor, die das Parlament ergänzen sollte, in der die Mitglieder aber per Losverfahren unter der gesamten Bevölkerung ausgelost werden. Ansätze einer per Losverfahren organisierten Bürgerbeteiligung seien bereits in Irland erfolgreich gewesen.
Die Macht der Konzerne, die in den letzten Jahrzehnten immer stärker und mächtiger geworden seien, müsse eingegrenzt werden. Sie plädiert dabei für das Ideal der Freiburger Schule, einer Marktwirtschaft ohne Konzerne. Für die dafür nötigen Maßnahmen sei wiederum ein starker Staat notwendig. Zu mächtige Konzerne würden den Wettbewerb um neue Innovationen bremsen, da sie ihre Profite vor allem durch Ausbeutung von Arbeitnehmern oder auf Kosten der Umwelt steigern könnten. Umweltschutz könne auch nicht über eine Verteuerung von Verbraucherprodukten oder Lifestyle-Debatten erreicht werden, sondern über staatliche Regulierung und Vorschriften für eine nachhaltigere und regionale Produktion. Auch fordert sie, die öffentliche Daseinsvorsorge nicht Renditeinteressen zu unterwerfen. Insbesondere die Finanzmärkte und die Digitalkonzerne sollten zudem stärker reguliert werden. Beide Branchen würden nicht mehr zum Wohl der Allgemeinheit wirtschaften. Sie prangert in diesem Zusammenhang einen „Überwachungskapitalismus“ an. Unternehmen sollen ihrer Vorstellung nach als Stiftungsunternehmen wie Zeiss, Saarstahl, Bosch oder ZF Friedrichshafen strukturiert sein, wonach Kapitalgeber bloß Kredite zur Verfügung stellen, ohne selbst Ansprüche an das Unternehmen zu haben. Sie nennt dies Leistungseigentum.

## Rezeption
Das Buch erreichte im Spiegel-Bestseller vom Juni 2021 Platz 1 in der Kategorie „Sachbuch“. Es wurde über ein halbes Jahr auf der Bestsellerliste gelistet. In Der Freitag wurde Die Selbstgerechten als „Buch der Woche“ vorgestellt.
Im SPIEGEL urteilt Tobias Becker: „Das Buch ist interessanter als die Debatten darüber, interessanter auch als die meisten anderen Politikerbücher. Während jene oft nur geschrieben zu sein scheinen, um das eigene Bild auf ein Cover drucken zu können, steht in diesem wirklich etwas drin: ein grundlegendes gesellschaftstheoretisches Werk, ein bisschen größenwahnsinnig vielleicht, denn Wagenknecht hat zu allem eine Meinung – und meist eine sehr eigene.“ In ihrem Buch „schieße“ sie zwar „wild um sich – gegen Fridays for Future, gegen die EU, gegen Identitätspolitik. Aber: Nicht selten trifft sie auch.“ Becker wirft Wagenknecht jedoch vor, durch ihre provozierenden Formulierungen ihrerseits „selbstgerecht“ zu sein.
Hans Werner Kilz schreibt in der Süddeutschen Zeitung: „Wagenknecht hat ein Buch geschrieben, das in den analytischen Passagen überzeugt.“ Ihre Thesen hält er für richtig und „gut belegt“.
Der Literaturkritiker Denis Scheck kommentiert im Tagesspiegel: „Selten fand ich eine politische Gegenwartsanalyse treffender.“
Auf literaturkritik.de rezensiert Dafni Tokas Wagenknechts Buch negativ. Wagenknecht beweise „zwar ein feine[s] Gespür […] für die identitätspolitische Emotionalisierung bestimmter Sprach- und Lifestyle-Debatten“ und kritisiere zu Recht den rauer werdenden Ton, aber: „Das Buch zeugt trotz dieser wohlmeinenden Intentionen vom Versuch, gesellschaftliche Spaltungen mit tendenziell bildungsfeindlichen Ressentiments zu überbrücken.“ Sie spiele „immer wieder Arme gegen Arme“ aus und begehe den „Fehler, drängende Fragen unserer Zeit als Entscheidungs- und/oder Gewichtungs-Fragen zu deuten“.
Im Jacobin kritisiert Alexander Brentler Teile von Wagenknechts Aussagen als undifferenziert und „groben Unfug“. Dennoch kritisiere sie zu Recht den „heute dominante[n] Ansatz linker Gesellschaftspolitik“, der „politische Mehrheiten versperrt und Konfliktlinien verhärtet“. Die Kritik daran müsse aber „klarer, präziser und zielführender“ sein. Nach der Wahlniederlage der Linken im September 2021 schrieb Loren Balhorn in der englischen Ausgabe des Jacobin, dass Wagenknechts Buch „wert ist, ernst genommen zu werden“ („worth taking seriously“), was bedauerlicherweise nur wenige der Kritiker getan hätten. Der Veröffentlichungszeitpunkt des Buches im Wahljahr und die Positionierung gegen ihre eigene Partei hätte jedoch zu Spaltung geführt.
Die Kabarett-Sendung Die Anstalt beschäftigte sich im Juli 2021 kritisch mit Wagenknechts Buch und dem „Feindbild“ der Lifestyle-Linken.
In einer Ende 2021 erschienenen linguistischen Analyse beschreibt der Germanist Nils Dorenbeck „Polemik, semantische Unschärfen, argumentative Inkohärenzen und mangelnde Substantiierungen“ sowie „unwahrhaftige Implikaturen und andere kontrafaktische Kommunikate“ als sprachliche Merkmale des Buches. Für dessen Argumentationen seien „logisch-semantische Trivialitäten, Konstruktionen gemeinsamer Gegnerschaft und mutmaßliche subjektive Eindrücke Dritter als vermeintliche Belege objektiver Sachverhalte“ sowie falsche Dilemmata kennzeichnend. Kommunikationsstrategisch seien „vier Widersprüche zentral: erstens Teile des Wählerpotenzials zu schmähen, zweitens Zustimmung zur Linken zu erzeugen, indem sie […] eine mit den Adressaten mutmaßlich geteilte Gegnerschaft zu dieser konstruiert, drittens AfD-Wähler zurückzugewinnen, indem sie das AfD-Wählen legitimiert, viertens die Linke klassenpolitisch zu profilieren, indem sie sie als klassenpolitisch nicht profiliert diskreditiert“. Diese Widersprüche lösten sich nur auf, wenn man annehme, „dass Wagenknecht nicht von ihrer Partei, sondern allein von sich selbst überzeugen“ wolle.
Sarah-Lee Heinrich (Bundessprecherin der Grünen Jugend), die sich dafür einsetzt, Antirassismus und soziale Themen gemeinsam zu denken, hält Wagenknechts „Kampf für soziale Fragen“ zwar für aufrichtig und sieht ebenfalls „einige Probleme“ bei den politischen Linken. Die in Wagenknechts Buch geäußerte Kritik an den „lifestyle-linken“ Akteuren hält sie aber für „überdrehte“ Polemik, die bei vielen auf Unverständnis stoße, und dadurch „sorgt sie für sehr viel Abwehr bei Linken. Manche haben dadurch das Gefühl, genau das Gegenteil tun zu müssen von dem, was sie tut.“

### Reaktionen aus der eigenen Partei
In ihrer eigenen Partei sorgte die Buchveröffentlichung für gemischte Reaktionen. Niema Movassat kritisierte das Buch als eine „Kriegserklärung an Hunderttausende junge Menschen, die uns wählen und sich für Klimaschutz und Antirassismus einsetzen“, und forderte Wagenknecht zum Verzicht auf die Spitzenkandidatur in Nordrhein-Westfalen auf. Einige Kritiker warfen Wagenknecht darüber hinaus eine „rechte Rhetorik“ vor. Klaus Tischendorf wendet hingegen ein: „Sahra Wagenknecht hat auf ihre eigene Art ein Diskussionsangebot gemacht und man sollte das auch als solches sehen und auch darüber diskutieren. Es ist natürlich erstaunlich, wie man dann sofort wieder jemanden versucht, in irgendeine Ecke zu stellen“. Tischendorf stimmt Wagenknecht dahingehend zu, dass auch innerhalb der Linken das Verhältnis zur Heimat nicht vernachlässigt werden sollte.
Bernd Riexinger, ehemaliger Parteivorsitzender der Linken, äußert sich in der Zeitschrift Luxemburg negativ über die von Wagenknecht aufgestellten Thesen. Ihre Vorstellung einer linksliberalen, „die Gesellschaft dominierenden Mittelschicht“ basiere „auf einer recht holzschnittartigen kulturellen Milieuanalyse“. Sie habe „fast ausschließlich die älteren, sozialdemokratischen und sozial-konservativen Teile der Mittelschichten“ im Blick und vernachlässige, dass Migranten die „gewerkschaftliche Kampfkraft gestärkt und nicht geschwächt“ hätten. Ihr „Gegenprogramm“ sei auf Spaltung ausgelegt; Riexinger befürwortet stattdessen eine „verbindende Klassenpolitik“, die sich zu „Antirassismus, Geschlechtergerechtigkeit und einer sozial-ökologischen Zukunftspolitik bekennt“.